# Boulevard Marcel-Paul
Le boulevard Marcel-Paul située dans la commune de L'Île-Saint-Denis en est une des artères principales.

## Situation et accès
Le boulevard traverse d'est en ouest la totalité de la commune et de l'île, sur le pont de Saint-Ouen-les-Docks, qui relie le quai de l'Aéroplane au nord, au quai du Châtelier au sud.
Il sépare les deux cités qui forment le quartier sud de L’Île-Saint-Denis, c'est-à-dire l'île des Vannes au sud, et l'île du Châtelier au nord, le long du boulevard éponyme.

## Origine du nom

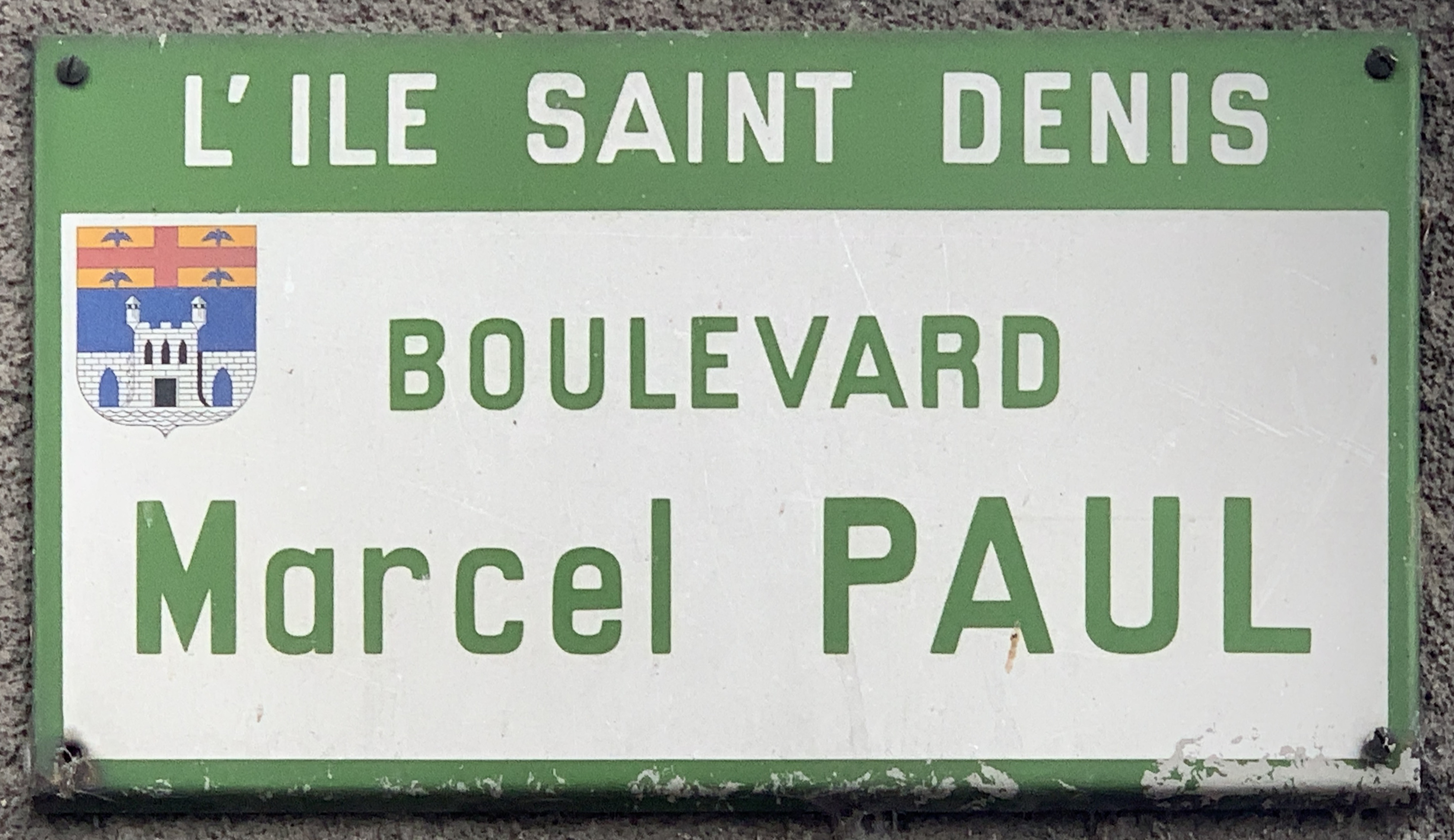
Plaque du boulevard en mai 2021.

La voie rend hommage à Marcel Paul, homme politique français, né le 12 juillet 1900 à Paris et mort le 11 novembre 1982 à l'Île-Saint-Denis (Seine-Saint-Denis).
Syndicaliste et militant communiste, il fut un des ministres du général de Gaulle en 1945.

## Historique

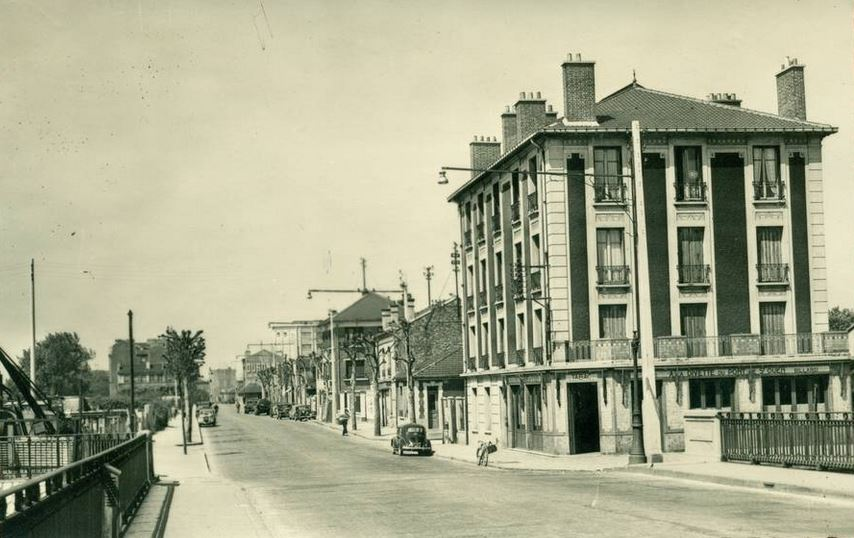
Île-Saint-Denis: Boulevard Marcel-Paul (anciennement boulevard Pagel).

Le boulevard porte tout d'abord le nom de « boulevard Pagel », du nom d'Alexis Jean-Baptiste Pagel, maire de la ville de 1843 à 1879.
Dans les années 60, la Cité Marcel Cachin et la Cité Pagel sont construites de part et d'autre du boulevard Pagel. Par la suite, la cité Pagel et le boulevard sont renommés cité et « boulevard Marcel-Paul » à la suite du décès de ce dernier.

## Bâtiments remarquables et lieux de mémoire

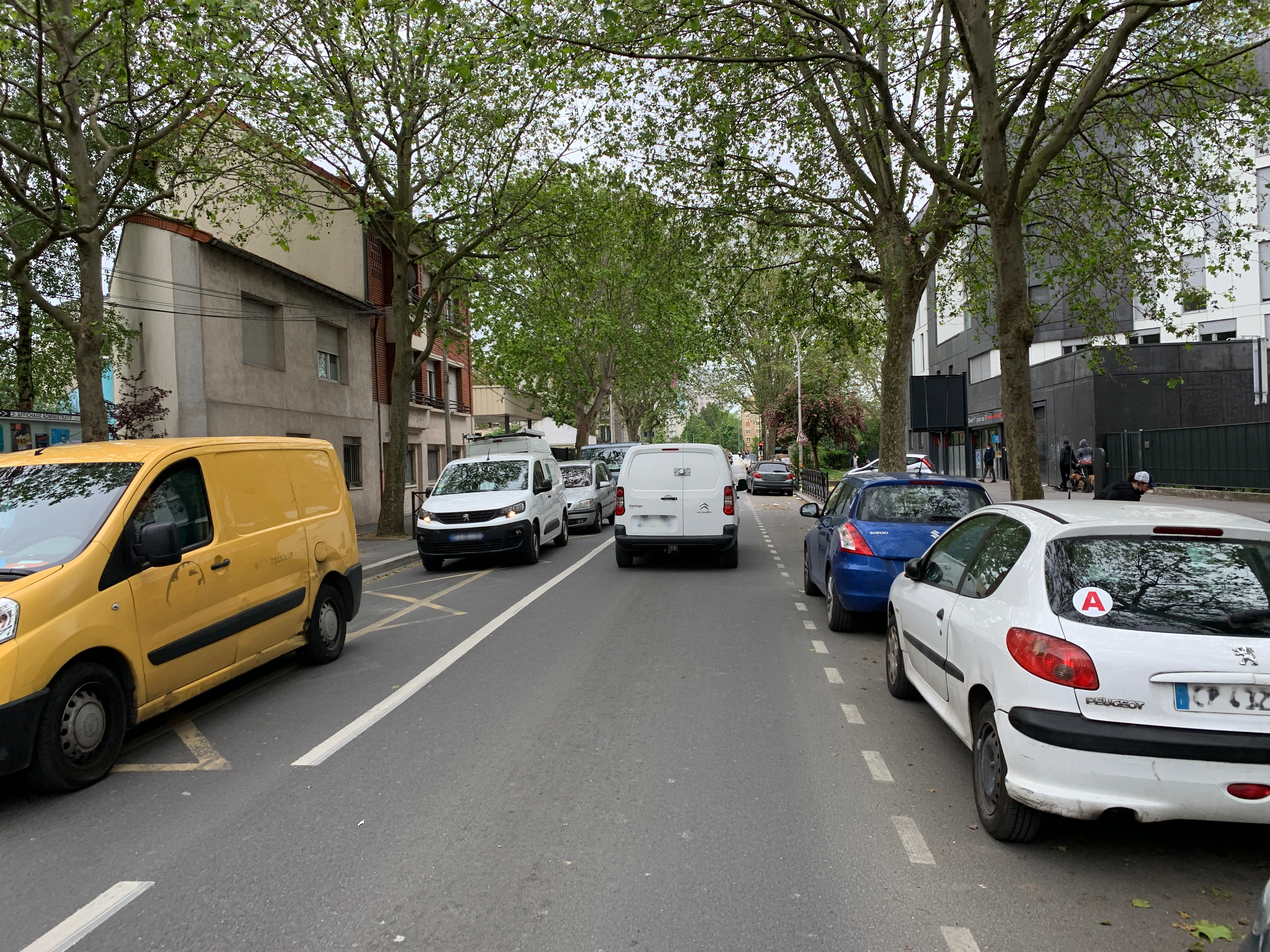
Le boulevard en mai 2021.

- Grande Nef de l'Île-des-Vannes[4]